# Rosmarie Günther
Rosmarie Günther (* 10. Juli 1942 in Beuthen) ist eine deutsche Althistorikerin.
Rosmarie Günther legte 1963 ihr Abitur in Heidelberg ab und begann an der Eberhard Karls Universität Tübingen ihr Studium der Germanistik, Geschichte und Politikwissenschaft, später führte sie ihr Studium auch an die Universität Mannheim. 1969 legte sie das Staatsexamen in Mannheim ab und wurde dort wissenschaftliche Angestellte. 1973/74 verbrachte sie ihre Referendarzeit in Trier und legte dort das zweite Staatsexamen ab. Danach kehrte sie an die Mannheimer Universität zurück und wurde dort 1974 Akademische Rätin. Die Promotion erfolgte 1985 mit einer Arbeit zum Thema Frauenarbeit – Frauenbindung. Untersuchungen zu unfreien und freigelassenen Frauen in den stadtrömischen Inschriften. 2007 wurde sie als Akademische Oberrätin pensioniert. Am 9. November 2012 erhielt Günther die Universitätsmedaille der Universität Mannheim.
Günther beschäftigt sich besonders mit der Geschichte der Frauen in der Antike, der Epigraphik sowie der Geschichte Mannheims. Sie setzt sich besonders für eine enge Verbindung zwischen Schulen und Universitäten ein.

## Schriften
- Alte Geschichte in Studium und Unterricht, Kohlhammer, Stuttgart u. a. 1978 (Urban-Taschenbücher, Bd. 287) ISBN 3-170-04901-1
- Frauenarbeit – Frauenbindung. Untersuchungen zu unfreien und freigelassenen Frauen in den stadtrömischen Inschriften, Fink, München 1987 (Veröffentlichungen des Historischen Instituts der Universität Mannheim, Bd. 9) ISBN 3-770-52496-9
- Das Mannheimer Römerbuch. Römischer Alltag in unserer Region. Ein Leseabenteuer, SVA, Mannheim 1993, ISBN 3-878-04227-2
- E fontibus haurire. Beiträge zur römischen Geschichte und zu ihren Hilfswissenschaften (Hrsgg. mit Stefan Rebenich), Schöningh, Paderborn u. a. 1994 (Studien zur Geschichte und Kultur des Altertums. Reihe 1, Monographien, Bd. 8) ISBN 3-506-79058-7
- Gut gesse gedenkt em ewisch. Kleine Geschichte der Stadt Mannheim mit historischen Kochrezepten (mit Patricia Pfaff), Quadrat, Mannheim 1997 (Sonderveröffentlichung des Stadtarchivs Mannheim, Nr. 24) ISBN 3-923003-81-1
- Einführung in das Studium der Alten Geschichte, Schöningh, Paderborn u. a. 2001, ISBN 3-506-99498-0
- Olympia. Kult und Spiele in der Antike, Primus, Darmstadt 2004, ISBN 3-896-78251-7
- Vergöttlicht oder verdammt? Römische Kaiserfrauen im Spiegel der Münzen. Die Sammlung antiker Münzen der Universität Mannheim (Sammlung Höhn) (mit Friedrich Burrer), Mannheim University Press, Mannheim 2006 (Schriftenreihe der Numismatischen Gesellschaft Speyer e. V., Bd. 46) ISBN 3-939-35206-3